# Aphanogmus asper
Aphanogmus asper är en stekelart som beskrevs av Szelenyi 1940. Aphanogmus asper ingår i släktet Aphanogmus och familjen pysslingsteklar. Inga underarter finns listade i Catalogue of Life.